# Робърт Мугабе
Робърт Гейбриъл Мугабе (на шона: Robert Gabriel Mugabe; на английски: Robert Gabriel Mugabe) е зимбабвийски политик, втори президент на страната (от 1987 – 2017) и пръв министър-председател след признаването на независимостта.

## Биография
Роберт Мугабе е роден на 21 февруари 1924 г. в Кутама, в тогавашната британска колония Южна Родезия, в която властта е в ръцете на бялото малцинство. Мугабе принадлежи към преобладаващата в Родезия народност шона. Той е католик и учи в йезуитско училище.
На 36-годишна възраст се включва в редиците на забранената Национална демократична партия. По образование е преподавател. Основател е на лявонационалистическото (маоистко) партизанско движение Африкански национален съюз на Зимбабве (1963), което до изборите през 2008 г. е и управляваща партия. След идването на власт установява еднопартийна система. Известен е с гоненията срещу „белите фермери“ (2001) и критическите изказвания по адрес на САЩ. В политиката изповядва привързаност към социализма, чрез отказ от пазарна икономика по модела на МВФ, подкрепя национализацията на промишлеността и концепцията за „твърди цени“ на жизнено-необходимите стоки. Развитите промишлени държави нарича „големи братя“, а Буш и Блеър сравнява с Хитлер.

## Икономическа политика
Въпреки че Роберт Мугабе през 2001 г. отчуждава крупната земеделска собственост на бившите колонисти и ги прокужда извън страната, икономическото положение не се подобрява и за 7 години Зимбабве се превръща от най-големия износител на пшеница в Африка в най-големия вносител. През 2008 г. инфлацията е 100 000% годишно и на 14 май 2008 г. е издадена банкнота от 500 000 000 зимбабвийски долара, равняваща се на 2 USD.

## Избори от 2008 г.
На 2 април 2008 избирателната комисия на Зимбабве обявява резултатите от изборите, в които става ясно, че партията на Мугабе изгубва мнозинството си в парламента, а Мугабе не е избран от първия тур и трябва да се състезава с опозиционния кандидат Морган Цвангирай. Близо едномесечното забавяне на резултатите кара западните държави и опозицията да се съмняват в истинността им.
Роберт Мугабе поръчва от Китай пълен кораб (корабът Анюецзян) с оръжия, но съседните държави Мозамбик и ЮАР отказват на кораба да акостира в техни пристанища. Ангола, чийто президент поддържа тесни връзки с Мугабе, допуска кораба въпреки протестите на международната общност, водена от Британия и САЩ. Заобикалянето покрай нос Добра Надежда до Ангола забавя доставката на оръжия с 6 дни. Представител на китайското външно министерство отбелязва, че това е напълно нормална практика на военно-техническо сътрудничество между двете държави, която няма нищо общо с политическата ситуация в страната.
След дълго отлагане е установена дата за втория тур на изборите – 27 юни. Морган Цвангирай, въпреки че се опитва да прокара обявяването си за победител още на първия тур, първоначално заявява, че ще участва на втория в края на юни. След дълго отлагане е обявен процентът гласове, спечелен от Робърт Мугабе на първия тур – 43,2%. Опонентът му също не преминава 50%. 
По време на парад Робърт Мугабе заявява в отговор на отправените към неговата партия обвинения за политически мотивирано насилие: „Опозиционната MDC, сформирана по почин на Британия, е на зъл кръстоносен поход за разделяне на нашия народ по политическа линия, тъй като те (британците) продължават да разпалват и спонсорират отблъскващи действия на политическо насилие над невинни граждани“ 
По негови думи те са разрушили имущество на стойност милиарди долари на поддръжници на ЗАНУ-ПФ, докато представители на ООН са склонни да считат за автори на насилието привържениците на ЗАНУ-ПФ. 

Своя политически противник Цвангирай той заклеймява като „марионетка на бившата колониална сила“. Самодържавното отношение към своята власт Робърт Мугабе изразява в твърдението, че „само Бог, който ме е назначил, може да ме отстрани, нито MDC, нито британците.“  Той изразява нежелание да предава властта си, докато е жив: „Никога не трябва да се случи – никога да не се приеме нещо, което мирише на MDC. Тези жалки марионетки да вземат властта в нашата страна? Хайде да видим! Това няма да стане.“ , а вота за MDC той окачествява като вот за Британия и връщането на колониалното им управление: 
| „ | Не можем да си позволим още веднъж британците да господствуват над нас тук чрез своите марионетки. | “ |

В интервала между двата тура посланикът на САЩ и представители на Британия са заловени в съучастничество в изграждането на барикади по улиците на Хараре и хвърлени в затвора. Впоследствие са освободени. . Дни по-рано обаче министърът на правосъдието на Зимбабве разкрива, че са открити доказателства за съпричастие на американския посланик към опозицията, а президентът заплашва да експулсира дипломата. Втората съпруга на президента Грейс Мугабе стои неотклонно зад кампанията на своя съпруг и отбелязва, че „Цвангирай само ще слуша за вида на Президентския дворец отвътре от людете, които вече са били там.“
Въпреки призивите на множество съседни страни за отлагане на изборите Робърт Мугабе отказва с обяснението, че Зимбабве не може „да потъпче своя собствен закон“. Мугабе заклеймява намеренията на „някои хора, готвещи се за нападение срещу Зимбабве“, тъй като по неговите думи „нашите избори бяха честни.“ 
Политическият противник Цвангирай на 22 юни 2008 се отказва от участие във втория тур на 27 юни, което оставя преизбирането на настоящия президент несъмнено.

Докато се укрива в холандското посолство, Цвангирай призовава за „военна сила“ срещу Зимбабве, на което президентът Мугабе отвръща: 
| „ | Западът може да крещи колкото му е угодно. Изборите ще се проведат. Желаещите да признаят нашата законосъобразност могат го сторят. | “ |

За разлика от първия тур, когато обявяването на резултатите бе оповестено на третата седмица, Зимбабвийската Изборна комисия ги публикува на втория ден – 85,5% за Роберт Мугабе. Въпреки оттеглянето си от втория тур, Цвангирай получава гласове, тъй като името му е отпечатано в бюлетината – 9,3% . На 29 юни 2008 Роберт Мугабе полага клетва за президент. Той отправя покана към своя противник Цвангирай да присъства на церемонията, която последният отхвърля.

## Външна политика
Роберт Мугабе обявява напускането на Британското съдружество, след като то безсрочно замразява членството на страната и обяснява решението си с неравноправните отношения на Британия и нейното вмешатлество във вътрешните работи на Зимбабве. 
В отговор на появата на критики не само от Британия и САЩ, но и от страна на канцлера на Германия към правителството на Зимбабве, държавите от САДК (Общност за развитие на държавите от Южна Африка) остро осъждат подобни изявления и заявяват, че това е дело, касаещо само Африка. 
На 22 февруари 2008 на среща с китайския заместник-министър на търговията и ръководените от него делегации изразява признателност на Китай за поддръжката, предоставена на неговата страна. Дружбата между двете страни Мугабе определя като „традиционна“. 
Роберт Мугабе неотклонно подкрепя политиката на „Един Китай“ и срещу сепаратистките уклони на Тайван и Тибет, изразява надежда за „най-скорошно завършване на великото дело за обединение на Китай“. Получава в замяна одобрение и уверение за традиционната и дълбока дружба между двата народа, която по думите на Мугабе се е зародила още от борбата за независимост на Зимбабве.
Бил е посланик на добра воля на Световната здравна организация до 2017 г.

## Личен живот
Женен е за Сали Мугабе и е в продължение на няколко години вдовец от 1992 г. Има единствен син, роден по време на затворничеството на майка си, и починал като невръстен на 3 години от малария. Роберт Мугабе не е в състояние да отиде на погребението, станало, докато той е бил в затвора. Оженва се повторно със специално разрешение на архиепископа на Светата Римокатолическа църква (която не допуска по принцип повторен брак) в католическото училище, което той завършва в своята младост, за Грейс Маруфу. Често е наричан с прякора „Баба“.